# Santuario di Santa Maria del Binengo
Il santuario di santa Maria del Binengo (in dialetto cremasco: santüare dal Binénch) è un luogo di culto mariano situato a Sergnano, in provincia di Cremona e diocesi di Crema; fa parte della zona pastorale nord.

## Collocazione
Il santuario si trova a sud dell'abitato, lungo un antico tracciato stradale che collegava Sergnano a Crema. Il luogo è ancora sufficientemente isolato, ai margini di un terrazzamento che degrada verso il fiume Serio.

## Origini del luogo
Nonostante le prime informazioni a proposito del santuario risalgano al 1415, la località è certamente antica: il primo documento in cui è riportato Albeningum è del 1022, mentre nel 1192 compare nella forma Albernengum. Una prima ipotesi si basa sulla parola bine derivata dal tedesco bühne, mucchio, gruppo; una seconda teoria, confrontata sulla radice della località cremonese di Binanuova, potrebbe intendere bina come riparo, palafitta, chiusa, il che potrebbe essere attendibile vista la vicinanza del fiume Serio. La desinenza -eng, inoltre, comune a molte località del territorio (Pianengo, Ricengo, Offanengo, ecc.) ne riporta se non l'origine quanto meno ad un importante sviluppo in epoca longobarda.
Va anche aggiunto che in zona in passato furono ritrovate resti di fondamenta e tombe.

## Origini del culto
Sulle origini del culto non vi sono documenti ma due tradizioni.
La prima è immemorabile quanto comune ad altri luoghi, ossia l'apparizione della Madonna ad una fanciulla che pascolava le oche: secondo lo Zavaglio non è altro che una trasposizione di altre comparse mariane.
La seconda tradizione parla di una statua raffigurante la Madonna e ritrovata nel Serio, alla quale seguì una disputa tra gli abitanti di Sergnano con i residenti di Pianengo per stabilire dove costruire un edificio in suo onore. La direzione del capo rivolta verso Sergnano ne decretò definitivamente il luogo.

## Caratteristiche

### Esterno
L'edificio ha una direzione est-ovest, la facciata è rivolta a oriente. L'aspetto esteriore e cinquecentesco.
La chiesa è priva di sagrato: una piccola scalinata collega la strada ad un pronao a tre luci con archi a tutto sesto. Sotto il portico si apre l'ingresso principale affiancato da due finestre laterali. Sopra le aperture sono affrescati la Madonna, San Pietro e sant'Antonio da Padova, di fattura settecentesca.
Sopra il portico si sviluppa la facciata vera e propria caratterizzata da una forma a capanna, con timpano triangolare. Il più importante elemento architettonico è la finestra centrale con motivo a serliana.
Le pareti laterali sono sobrie e diseguali: quella meridionale presenta superiormente tre semplici finestre per campata, lungo la parete settentrionale si apre centralmente un ingresso laterale con piccola tettoia e sopravanzato da una finestra. Un'altra piccola apertura si trova lungo la terza campata in posizione asimmetrica.
Il campanile è sulla parte posteriore, ma distaccato: presenta dei riquadri intonacati, suddivisi da piccole cornici e lesene angolari in cotto. Il terzo riquadro è la cella campanaria con aperture a bifora e sorregge una trabeazione sulla quale è posta una balaustra con pinnacoli agli angoli. La cuspide è conica a base circolare. Le tre campane sono in tonalità fa/la/sol.

### Interno
L'interno è ad aula unica ed è totalmente affrescato. Il ciclo pittorico non ha un'attribuzione certa, ma la mano pare similare a quella del pittore cremasco Aurelio Busso, noto non solo per le sue qualità di artista, ma anche perché dirigeva una rinomata bottega; non è escluso, quindi, che al Binengo vi abbiano lavorato degli allievi utilizzando cartoni preparatori del maestro.
Sopra l'altare è collocata in una nicchia una Madonna in terracotta policroma, molto venerata, risalente probabilmente al XV secolo. Ai lati sono poste sopra nicchie dipinte altre due terrecotte raffiguranti san Gioacchino e sant'Anna, della fine del XVI secolo. Alle pareti del presbiterio sono dipinti: la natività di Maria, l'adorazione dei Magi, santa Caterina e santa Lucia; sopra l'altare è raffigurata la natività di Gesù, mentre nelle lunette si trovano l'annunciazione, la presentazione al tempio e la fuga in Egitto; sulla volta sono state affrescate le scene dell'incoronazione di Maria, del sogno di san Giuseppe e del ritrovamento di Gesù.
Sull'arco trionfale, sopra un crocifisso ligneo cinquecentesco, vi è rappresentata l'assunzione di Maria e, ai lati, san Giovanni Battista e santo Stefano.
Lungo la parete meridionale troviamo: la Sacra Famiglia al lavoro, san Francesco, sant'Orsola e le vergini, oltre a due brani di affreschi provenienti dalla chiesa parrocchiale, la Madonna e san Giovanni evangelista.
Sulla parete settentrionale vi sono raffigurati: san Bartolomeo, la Vergine con il bambino e sant'Antonio abate, la visione di san Francesco che riceve il bambino dalla Madonna, la Madonna con il bambino e i santi Biagio, Sebastiano, Rocco e Fermo.
Infine, sulla controfacciata sono state dipinte le effigi di san Gerolamo e sant'Eurosia, oltre che ad un san Martino con il povero più tardo, risalente al XVII secolo.

## Galleria d'immagini

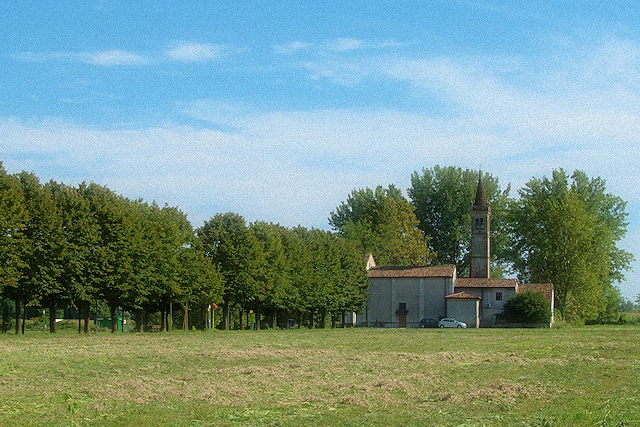
Scorcio del santuario
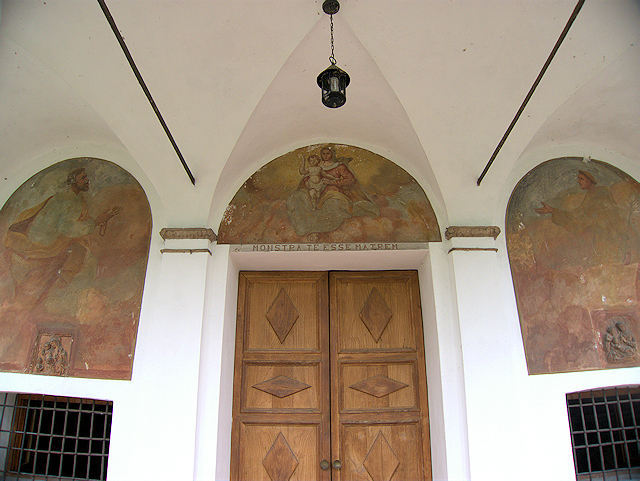
Gli affreschi sotto il pronao
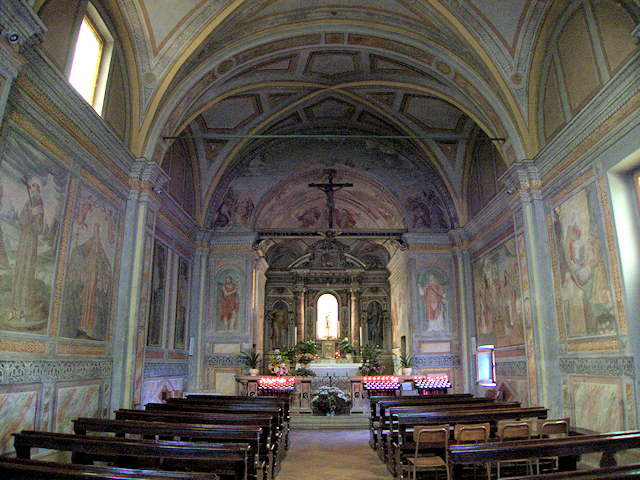
Interno del santuario
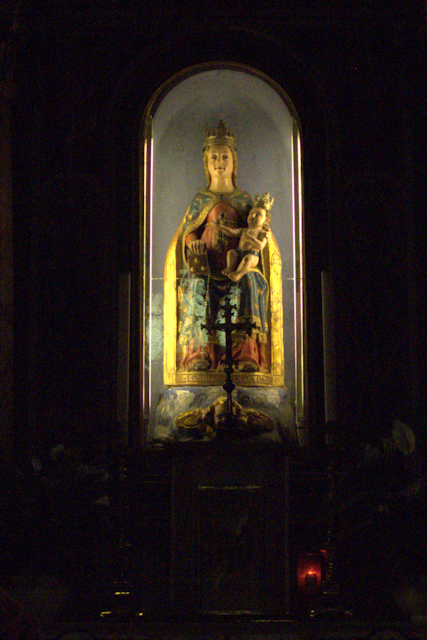
Statua in terracotta policroma del XV secolo